# Drupacee

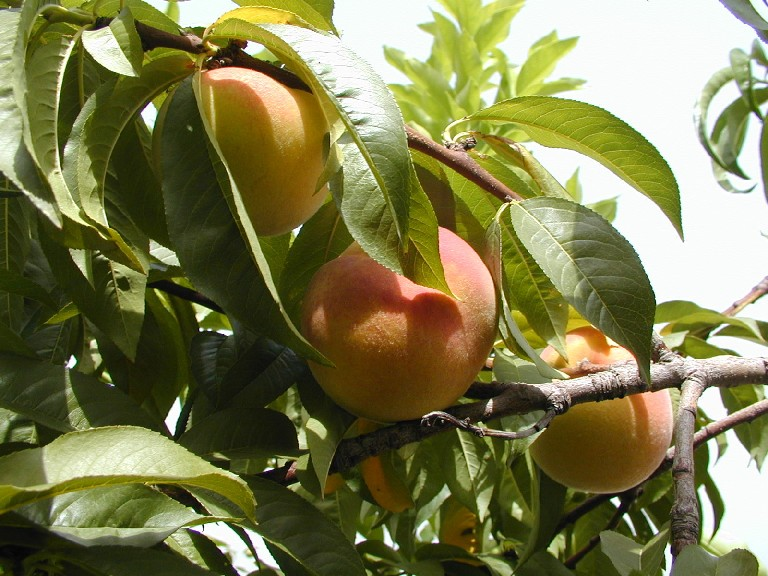
Il pesco

Drupacee è un termine tecnico adottato in agronomia per fare riferimento a un insieme di alberi da frutto che appartengono alla famiglia delle Rosacee, sottofamiglia Prunoideae, e che producono come frutto una drupa. Ne fanno parte il pesco, il susino, l'albicocco, il mandorlo e il ciliegio.
Sotto l'aspetto botanico le drupacee non si identificano a rigore con le Prunoideae, nelle quali sono comprese anche specie spontanee che tecnicamente non hanno interesse in frutticoltura. Sotto l'aspetto agronomico le drupacee manifestano una certa omogeneità che presume in molti casi l'adozione di tecniche colturali simili o solo leggermente differenti. La letteratura contraddistingue in genere questo raggruppamento contrapponendolo a quello delle Pomacee che, analogamente, fa riferimento ad alberi da frutto della stessa famiglia, ma compresi nella sottofamiglia delle Maloideae.
La drupa è un vero frutto il cui pericarpo è diviso in tre parti: esocarpo (la buccia), sottile e membranoso, mesocarpo (la polpa) in genere carnoso, endocarpo (il nòcciolo) duro e legnoso, contenente il seme.

## Ramificazione
Pur con differenze di specie in specie, le drupacee producono sostanzialmente due tipi di rami, i brindilli e i dardi.
I brindilli sono rami lunghi e relativamente esili, si distinguono in vegetativi e misti a seconda che producano fiori o solo germogli. Lungo i brindilli misti sono prodotte sia gemme a legno sia gemme a fiore, all'ascella delle foglie, mentre all'apice è prodotta una gemma a legno. In alcune specie (es. il pesco) è marcata la formazione di "gemme pronte", che germogliano nello stesso anno dando luogo alla formazione di "rami anticipati". Questa tendenza è sfruttata nel vivaismo, per ridurre i cicli di produzione degli astoni, e in frutticoltura, per ridurre la durata della fase improduttiva in alcuni sistemi di allevamento.
I dardi sono rami molto brevi, anch'essi distinti in vegetativi e misti (questi ultimi detti "dardi fioriferi" o "mazzetti di maggio"). I dardi vegetativi sono presenti soprattutto nell'habitus giovanile di alcune specie (ad esempio il susino) o nelle specie "selvatiche" (es. il prugnolo); sono esili e rigidi e terminano con un apice più o meno acuto, simulante spesso una spina; producono una sola gemma a legno all'apice. I dardi fioriferi sono rametti brevissimi e privi di gemme laterali; terminano con una corona apicale di gemme a fiore e con una gemma centrale a legno. Ogni anno il dardo fiorifero produce un'ombrella di fiori, mentre la gemma apicale germoglia facendo crescere, in misura quasi impercettibile, il dardo in lunghezza.
La tendenza a produrre dardi o brindilli cambia di specie in specie: ad esempio, il pesco produce quasi esclusivamente brindilli, mentre il ciliegio e diverse varietà di susino producono principalmente dardi.

## Fioritura e fruttificazione
In generale le drupacee fruttificano sui brindilli dell'anno precedente oppure sui mazzetti di maggio, con marcate differenze, secondo la specie o la cultivar, che condizionano l'intera tecnica di potatura.
Le specie che producono prevalentemente o esclusivamente sui brindilli, come il pesco e alcuni susini, richiedono potature anche drastiche che consistono nel diradamento dei brindilli e nel loro accorciamento con tagli di ritorno, in funzione della vigoria del ramo. Le specie che producono principalmente sui mazzetti di maggio, come il ciliegio, diversi susini cino-giapponesi, in generale l'albicocco, richiedono potature più oculate e moderate, finalizzate a ridurre lo sviluppo in altezza (con tagli di ritorno) oppure a garantire il giusto equilibrio fra vegetazione e riproduzione. Tagli drastici, oltre a ridurre il numero di dardi fioriferi nella pianta, stimolano l'emissione di rami a legno riducendo nel complesso la produzione.

## Coltivazione
Nella potatura, che andrà eseguita durante il riposo vegetativo (potatura secca) fino all'inizio del germoglio, i rami dovranno essere sempre spuntati tenendo conto che nelle ultime gemme a legno sorgeranno nuovi rami.
Durante il periodo estivo si può eseguire la potatura verde (generalmente luglio) al fine di aumentare l'arieggiamento della chioma, favorire la penetrazione della luce e migliorare l'efficacia dei trattamenti fitosanitari.
Per le drupacee esiste il serio pericolo della Sharka (nome bulgaro che significa vaiolo) detta anche vaiolatura, ritenuta la più grave malattia virale sia per i danni alla produzione che per la rapidità di diffusione.
Osservata per la prima volta in Bulgaria nel 1917, si diffuse in tutta Europa, comparendo in Italia, precisamente in Alto Adige, nel 1973.
È un virus da quarantena per il quale in Italia è prevista la lotta obbligatoria (DM del 29 novembre 1996) che obbliga le regioni attraverso i propri Servizi fitosanitari regionali (SFR) a compiere sopralluoghi ed ispezioni sistematiche in campi e in vivai (art. 2). È obbligo poi per i vivaisti, che coltivano drupacee suscettibili, di prelevare il materiale di propagazione in aree dichiarate dal SFR esenti da Sharka nel raggio di 1 km.
Fra i fitofagi di maggior rilievo sono da citare la tignola orientale del pesco, la mosca mediterranea della frutta, l'anarsia, gli afidi, le cocciniglie.
Fra i batteri più temibili c'è invece lo Xanthomonas arboricola pv. pruni, che è causa della maculatura batterica delle drupacee.